# Arthur Nethercot
Arthur H. Nethercot (Austin, 20 aprile 1895 – Colorado Springs, 8 gennaio 1981) è stato un critico letterario, scrittore e poeta statunitense.

## Biografia
Dopo la laurea a Oxford, ottenuta nel 1919, divenne professore di inglese nel 1939. Ottenne due borse di studio di cui una in India. Come critico parlava degli scrittori del suo tempo e di quelli immediatamente precedenti. Fece un graffiante commento su Oscar Wilde; secondo lui coesistevano in Wilde due persone completamente opposte: una era il dandy, colui che voleva farsi conoscere a ogni costo e che proclamava l'estetismo, mentre l'altra era nota a pochi: una persona normale e sentimentale.

## Opere
Numerose sono state le sue creazioni letterarie, fra le maggiori:
- Biografia di Abraham Cowley (Abraham Cowley. The Muse's Hannibal, H. Milford, Oxford University Press, 1931)
- Biografia di William Davenant (Sir William Davenant, University of Chicago Press,  1938)
- Biografia di Annie Besant (The First Five Lives of Annie Besant, University of Chicago Press, 1960)